# Klein tafelmesheft
Het klein tafelmesheft (Ensis minor) is een tweekleppigensoort uit de familie van de Pharidae. De wetenschappelijke naam van de soort is voor het eerst geldig gepubliceerd in 1843 door Chenu.

## Kenmerken
De tweekleppigen is tot 17 cm lang en tot 2,5 cm hoog. De lengte-hoogteverhouding is minder dan 7. De dorsale en ventrale randen zijn bijna evenwijdig en bijna recht tot slechts zeer licht gebogen. De voor- en achterkant zijn ongeveer even hoog, de achterkant kan ook iets hoger. De uiteinden zijn zeer plat afgerond tot bijna recht en staan loodrecht op de lengteas van de behuizing en iets schuin naar buiten. De schaal is extreem ongelijkzijdig, de kleine kransen bevinden zich aan de voorkant. De achterste opening is ruitvormig in dwarsdoorsnede.
De schaal is relatief dun en broos. Het varieert in kleur van gebroken wit, gebroken wit tot grijs met enkele roodbruine, lichtpaarse of lichtroze vlekken en banden. De buitenkant van de schelp vertoont parallelle groeilijnen en groeionderbrekingen (ruwere lijnen). Het glanzende, groenachtige tot geelbruine periostracum wordt donkerder en bruinachtig naar de randen toe. Binnenin is de schaal witachtig met een blauwachtige of violette tint. De binnenrand van de behuizing is glad.
Rechter en linker klep van hetzelfde exemplaar:

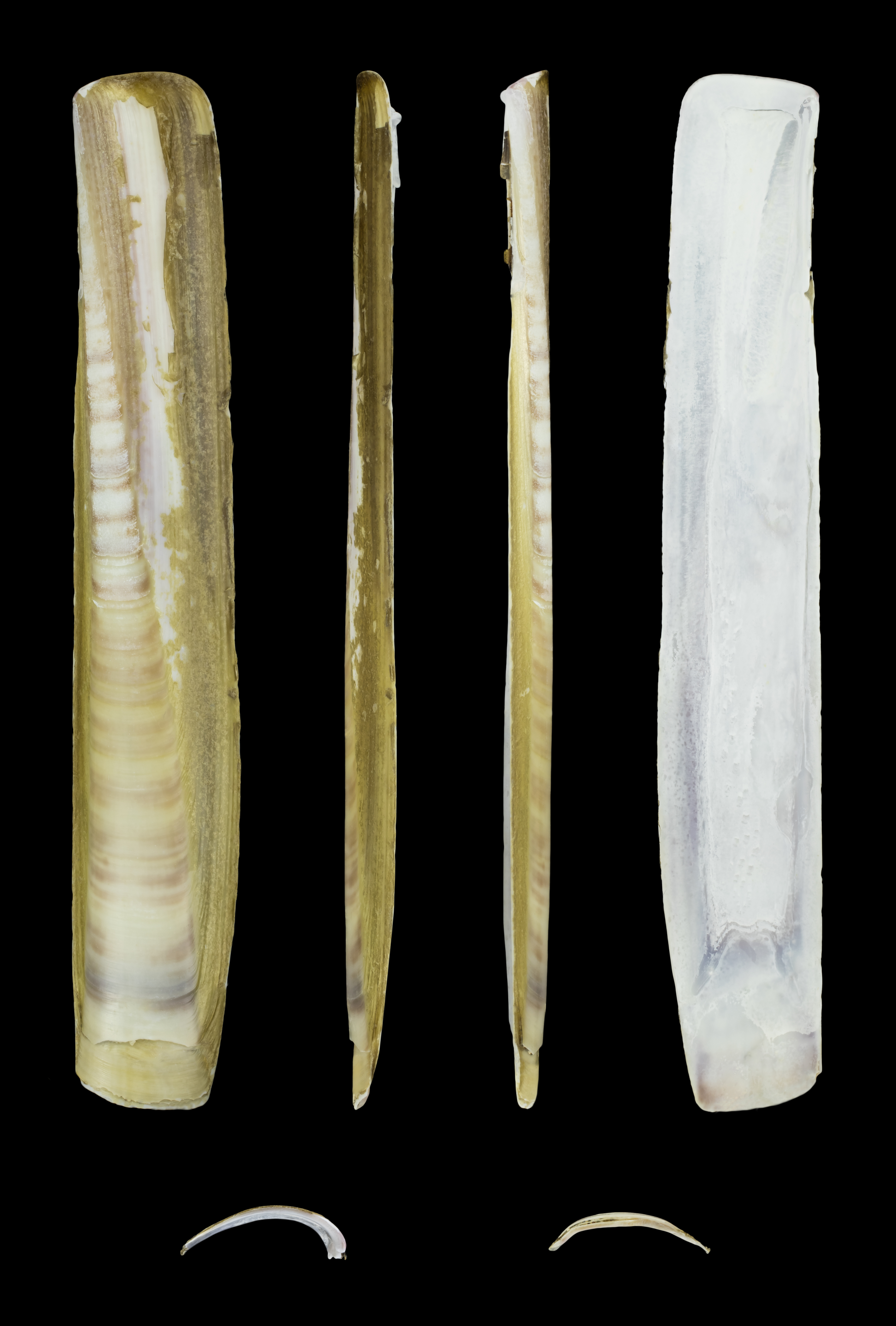
Rechter klep
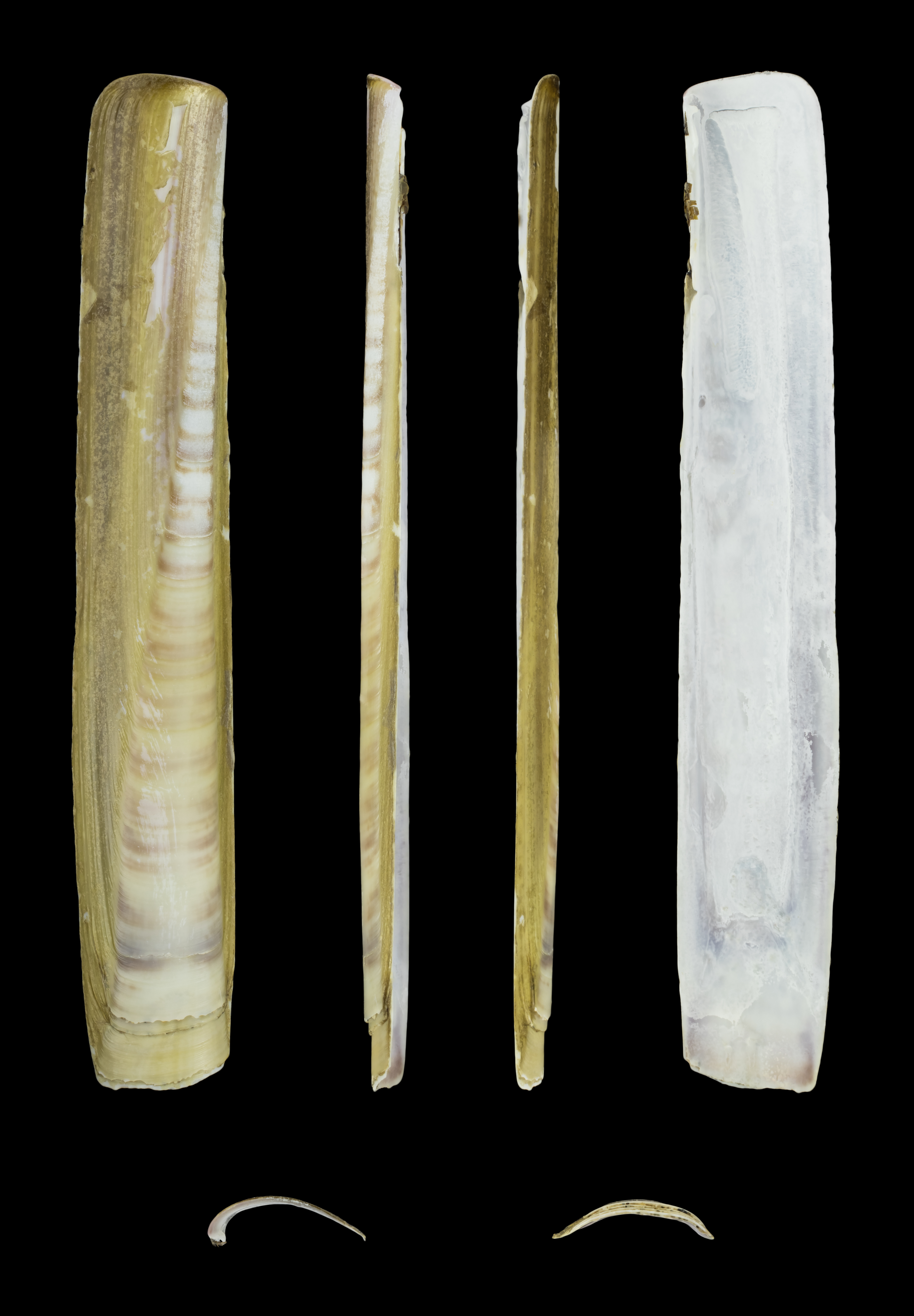
Linker klep

## Soortgelijke soorten
Bij Ensis minor bevindt de achterste sluitspier zich dichter bij de rand van de schaal dan de voorste sluitspier bij de dorsale rand van de schaal.

## Geografische spreiding en leefgebied
Het verspreidingsgebied strekt zich uit van Noorwegen langs de kusten van West-Europa tot aan Marokko en de Middellandse Zee.
De dieren leven meestal begraven in zandig sediment op minder dan vier meter waterdiepte; maar ze komen ook iets dieper voor tot 25 meter waterdiepte. Ze steken met de voorkant verticaal naar beneden in het sediment. Er wordt zwaar op de soort gevist in de Middellandse Zee.